# Сексуальное злоупотребление
Сексуа́льное злоупотребле́ние — любое поведение сексуального характера между двумя или более людьми при отсутствии баланса власти. Оно может включать отношения взрослый — ребёнок, старший ребёнок — младший ребёнок, подросток — лицо младшее по возрасту, или любую ситуацию, в которой одно из лиц принимает участие по принуждению. Сексуальное злоупотребление включает ситуации, когда жертва не осознаёт происходящего злоупотребления (когда за жертвой подсматривают во время мытья, во время принятия ванны, во время переодевания и т. д.), а также когда жертва спит, находится в бессознательном состоянии, под влиянием алкоголя или наркотика, либо не способна понять, что происходит.
Сексуальное злоупотребление может быть осуществлено посредством силы, обмана, подкупа, шантажа, или любого другого средства, которое ставит одно из лиц в выигрышное положение.
Поведение в ситуации сексуального злоупотребления может принимать форму подглядывания, обнажения гениталий, прикосновений, орального, анального, вагинального секса, показа порнографических фотографий ребёнку, использование ребёнка для создания порнографических фотографий или любого сексуального поведения без согласия.
Соглашающийся человек обязан понимать, что представляет собой поведение, на которое дано согласие, не будучи обманутым или запутанным. Партнёр обязан знать, что приемлемо в культуре, в семье и в группе знакомых людей, и также обязан знать о возможных последствиях для него и других, и об альтернативах согласованному поведению. Должна присутствовать возможность сказать «нет» без опасения негативных последствий. Партнёр должен быть здравомыслящим и не под воздействием алкоголя или наркотика. С точки зрения закона, согласие несовершеннолетнего, не достигшего так называемого возраста согласия, считается недействительным. Это означает, что старшее лицо не может оправдывать своё поведение, говоря, что ребёнок согласился на это поведение.
Здоровые, равноправные отношения всегда основываются на согласии.